# Richard Wagner (Historiker)
Richard Anton Wagner (* 1. Juli 1860 in Parchim; † 15. April 1928 in Schwerin) war ein deutscher Klassischer Philologe und Landeshistoriker. 
Richard Wagner studierte ab 1879 in Rostock und Leipzig wurde 1883 an der Universität Rostock mit der Arbeit De priore quae Demosthenis fertur adversus Aristogitonem Oratione promoviert. Danach arbeitete er als Gymnasialprofessor am Gymnasium Fridericianum in Schwerin. In seiner wissenschaftlichen Arbeit beschäftigte er sich mit griechischer Grammatik und Stilistik sowie mit der mecklenburgischen Landesgeschichte. Der Reichsgerichtsrat Friedrich Wagner war sein Sohn.